# Çavuşçugöl, Ilgın
Çavuşçugöl là một thị trấn thuộc huyện Ilgın, tỉnh Konya, Thổ Nhĩ Kỳ. Dân số thời điểm năm 2011 là 1.142 người.